# Catherine Delcroix
Pour les articles homonymes, voir Delcroix.
Catherine Delcroix, née en 1955, est une sociologue française, professeure de sociologie à l’université de Strasbourg.

## Trajectoire
Catherine Delcroix a commencé par être chercheuse en Belgique, ce qui l’a conduite à réaliser une thèse de doctorat en sciences politiques et relations internationales sur « La condition de la femme arabe vue au travers de sa participation aux institutions politiques », qu’elle a soutenue à l’université libre de Bruxelles en 1984. Ceci lui a permis d'abord d'enseigner la sociologie et de faire de la recherche à l’institut de sociologie de cette Université entre 1985 et 1988. Elle est ensuite venue à Paris où elle est devenue membre du CADIS entre 1987 et 1997, un laboratoire CNRS dirigé par Alain Touraine puis par Michel Wieviorka, de 1987 à 1993, avant de devenir responsable de recherche et de formation à l’Agence pour le Développement des Relations interculturelles. Elle a ensuite obtenu en 1993 un poste de Maître de conférence à l'université Toulouse II-Le Mirail où elle a enseigné jusqu’en 1997 avant d'obtenir une mutation à l'université de Versailles-Saint-Quentin-en-Yvelines. Catherine Delcroix y a mené une série de recherches en association avec le laboratoire Printemps et a développé en particulier des travaux fondés sur la méthode des histoires de vie et consacrés aux conditions de vie et aux mobilisations des familles immigrées confrontées à de multiples discriminations et à des situations de précarité.
L'ensemble de ses travaux lui ont permis de passer une habilitation à diriger des recherches sur « l’action des personnes discréditées ». Elle a enfin été nommée en 2006 professeure de sociologie à l’université Marc Bloch de Strasbourg, ce qui lui permet maintenant de mener des recherches dans le cadre du laboratoire « Cultures et Sociétés en Europe », toujours à Strasbourg. Ses travaux actuels portent sur la participation des habitants des cités aux politiques de logement, lesquelles les concernent directement puisqu’elles les amènent à devoir déménager ou à voir leur propre quartier se modifier profondément.

## Activités
Catherine Delcroix développe à l’université de Strasbourg des recherches sur « intervention sociale, conflits et développement professionnel ». En tant que chercheuse associée à l’UMR Printemps (Professions, institutions et temporalités UVSQ), elle poursuit des travaux sur les liens intergénérationnels entre familles, destins personnels et appartenances collectives ; ses travaux montrent notamment que « la transmission de l’histoire familiale peut devenir une ressource éducative » ou encore que « les habitants des cités de banlieues ne sont ni des classes dangereuses, ni des ennemis », mais doivent bien plutôt être considérés comme des alliés potentiels de la société française ».
Catherine Delcroix fait également partie du Comité Exécutif de l'association européenne de sociologie (que l'on désigne généralement par son sigle en anglais, ESA) créée à l'initiative de sociologues britanniques, scandinaves, finlandais, et centre-européens. Elle y est plus spécialement coresponsable de deux commissions : celle de la communication et celle des études pour étudiants diplômés (Committee for post-graduate research) .
Enfin, pour être cohérente avec ses idées, Catherine Delcroix a participé en 2002 à l’action de CLARIS (Clarifier le débat public sur la sécurité) afin d’intervenir dans le débat médiatique et politique sur l'insécurité.